# Hästens
Hästens Sängar AB je švédský výrobce luxusních postelí a lůžkovin, sídlící ve městě Köping ve Västmanlandu. Firmu založil 22. března 1852 Pehr Adolf Janson a je dosud vlastnictvím jeho rodiny.
Původně se Janson věnoval výrobě jezdeckých sedel, na což odkazuje název firmy („hästens sängar“ znamená v překladu „koňské postele“) i kůň v jejím logu. Koncem devatenáctého století Jansonův syn Per Thure rozšířil sortiment, když začal koňskými žíněmi vycpávat matrace a automobilová sedadla. Od roku 1917 se rodinný podnik zaměřil na výrobu nábytku, matrací, přikrývek, polštářů a povlečení. V roce 1948 byla postavena nová továrna, kterou projektoval britský architekt Ralph Erskine. Roku 1952 se Hästens stal oficiálním dodavatelem švédského královského dvora a v roce 2013 společnost získala ocenění Signum Priset. Od sedmdesátých let dvacátého století používá pro své výrobky charakteristický modrobílý kostkovaný vzor. V čele společnosti stojí od roku 1988 Jan Ryde, který je příslušníkem páté generace majitelů.
Firma se zaměřuje na výrobky pro zámožnou klientelu, které se prodávají ve 45 zemích. Dbá na řemeslnou výrobu a přírodní materiály, její vývojáři se věnují anatomickému tvarování matrací pro pohodlnější spánek. Hästens je také výrobcem nejdražší postele na světě nazvané Grand Vividus v ceně milion amerických dolarů.